# Vairano Patenora
Vairano Patenora è un comune italiano di 6 373 abitanti della provincia di Caserta in Campania.

## Geografia fisica
Il territorio comunale si estende nella valle del fiume Volturno, tra il massiccio del Matese e il parco regionale di Roccamonfina-Foce Garigliano. Dalla fertile pianura emergono i due rilievi montuosi del Catreola (587 m) e del Montauro o
S. Angelo (465 m), dove domina la tipica macchia mediterranea, e, al confine con il comune di Presenzano, il lago vulcanico di Vairano che ha per emissario un torrente che sfocia nel Volturno.

## Origini del nome
Il toponimo "Vairano" deriva dal nome latino di persona Varius a cui si aggiunge il suffisso -anus, indicante possesso. Quindi Vairano significa: "terra di Vario". Altri propendono per la derivazione dal cognomen latino Varanus del console romano Marco Seio Varano (41 d.C.) che aveva dei possedimenti terrieri fra Venafrum e Casinum. "Patenora", invece, si riferisce alla pianura circostante, scavata dal Volturno, che è detta "Patenaria". 

## Storia

### Periodo romano e medievale

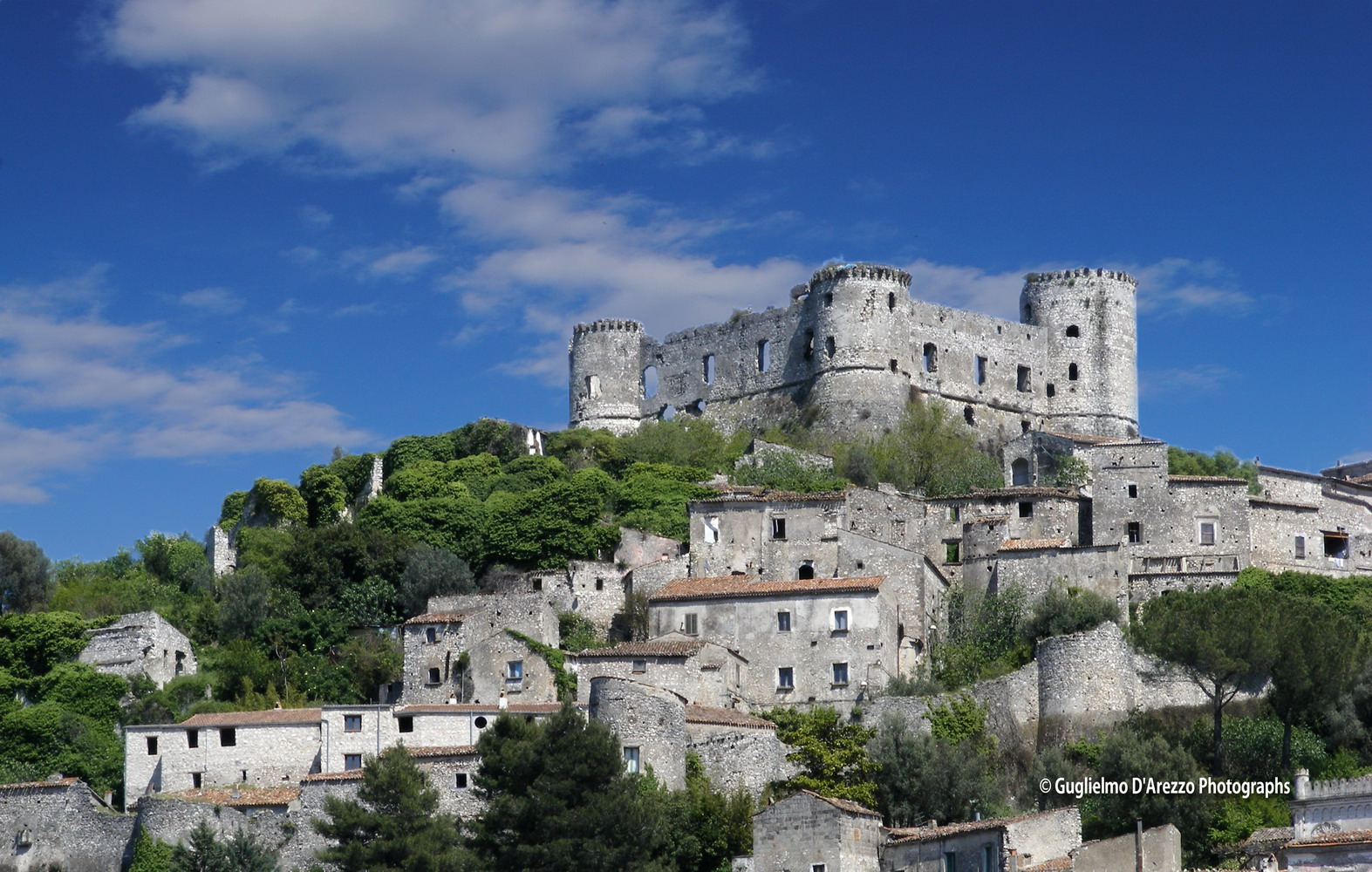
Castello medievale di Vairano Patenora

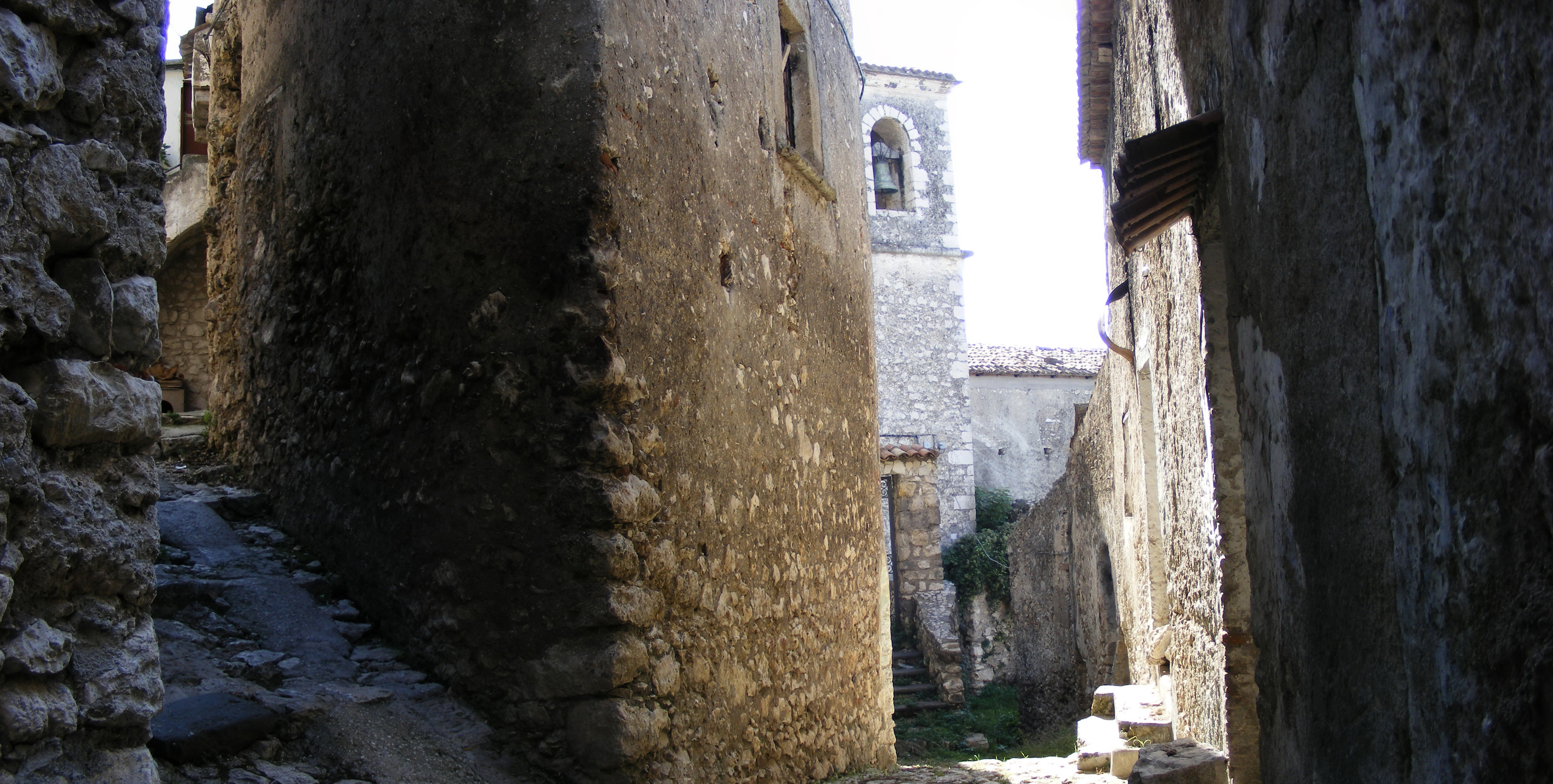
Scorcio del borgo

Sulle montagne circostanti sono state rinvenuti i resti di un accampamento dell'età del bronzo. In età storica il territorio era occupato dai Sanniti. I resti della cinta muraria presenti sulla sommità del Montauro lasciano supporre ad alcuni studiosi che qui fosse ubicata l'antica città sannita di Austicola.
Dopo la conquista romana (290 a.C., alla fine della terza guerra sannitica) dipese dal municipio di Teanum Sidicinum e in epoca alto-medievale passò ai Longobardi.
Nell'XI secolo i normanni vi eressero un castello, che fece probabilmente parte del demanio regio e che il'imperatore Enrico VI donò a Roffredo dell'Isola, abate di Montecassino, il 20 maggio del 1191. Il castello fu quindi coinvolto nelle lotte tra l'imperatore, sposo di Costanza d'Altavilla, e il re di Sicilia Tancredi: il conte Ruggero di Chieti, che appoggiava il re Tancredi, respinse l'assedio del castello condotto dalle truppe imperiali e dell'abate Roffredo nel 1193.
In seguito furono brevemente ospiti del castello Federico II di Svevia, Carlo II d'Angiò e il papa Gregorio X.

### Dal Quattrocento all'Ottocento
Nel 1437 la città fu saccheggiata dal patriarca Vitellesco. Nel 1460 resistette nuovamente ad un secondo assedio da parte degli angioini, durante la guerra tra il re di Napoli, Ferrante I d'Aragona e il suo rivale Giovanni d'Angiò, ma l'anno successivo il castello fu quasi totalmente distrutto da Marino Marzano, oppositore degli aragonesi e la città rimase depopulata et dehabitata. Il castello attuale venne ricostruito tra il 1491 e il 1503 dal barone Innico II d'Avalos, che ricostruì anche le mura cittadine. Nel 1500 viene eretto il borgo di Marzanello come avamposto.
Nel 1590 Vairano fu acquistata dal barone Antonio Mormile di Frignano Cacciapuoti. I Cacciapuoti ottennero il titolo ducale di Vairano nel 1628 e nel 1660 restaurarono nuovamente il castello, che restò in possesso della famiglia fino all'abolizione del feudalesimo nel 1806.

### Unità d'Italia e Novecento
La localizzazione dello storico incontro tra Giuseppe Garibaldi e Vittorio Emanuele II avvenuto il 26 ottobre 1860, che suggellò l'Unità italiana dopo le imprese garibaldine, passato alla storia come "incontro di Teano", secondo alcune fonti si sarebbe invece svolto a Vairano Scalo, presso la località di Taverna della Catena. Il dubbio sul luogo dell'incontro e le avversità della vicina Teano è stato poi risolto definitivamente dal Decreto del Presidente del Consiglio dei Ministri, del 1967, che ha legalmente decretato Taverna della Catena come immobile dello scenario dove avvenne l'incontro del 1860,dichiarando il medesimo immobile come patrimonio nazionale vincolato. Copia originale del Decreto è infissa su lastra marmorea nel monumento eretto in piazza Unità d'Italia nel quadrivio di Vairano Scalo.
Durante il periodo fascista nella Taverna della Catena venne rinchiuso il pensatore e filosofo comunista Antonio Gramsci.
Dopo l’arresto Gramsci fu trasferito da Campobasso al tribunale fascista e nel tragitto lo fecero pernottare per due giorni nella casermetta legata a Taverna Catena, al freddo e con pochissimo cibo, come descrive lui stesso nei suoi scritti elaborati durante il carcere. Una vicenda e un fatto emblematico per tutta l’Italia, poiché quella Taverna Catena è il simbolo di una Unità d’Italia che, purtroppo, segnò la fine del Risorgimento del Sud, facendo nascere la Questione Meridionale, centro dell'impostazione e delle idee di Gramsci. La Taverna, appena dopo l'incontro tra Garibaldi e Vittorio Emanuele, diventò sede del comando militare dei Savoia contro la protesta del brigantaggio e i protagonisti della Repubblica Anarchica di Cafiero a Letino, sul Matese.

### Simboli
Lo stemma di Vairano Patenora è stato concesso con decreto del presidente della Repubblica del 2 dicembre 1988.
La traduzione del motto è: "Assediando Vairano non ottenne nulla". Si tratta delle parole con cui è descritto l'assedio del castello del 1193 nella Chronica di Riccardo da San Germano.

## Monumenti e luoghi d'interesse

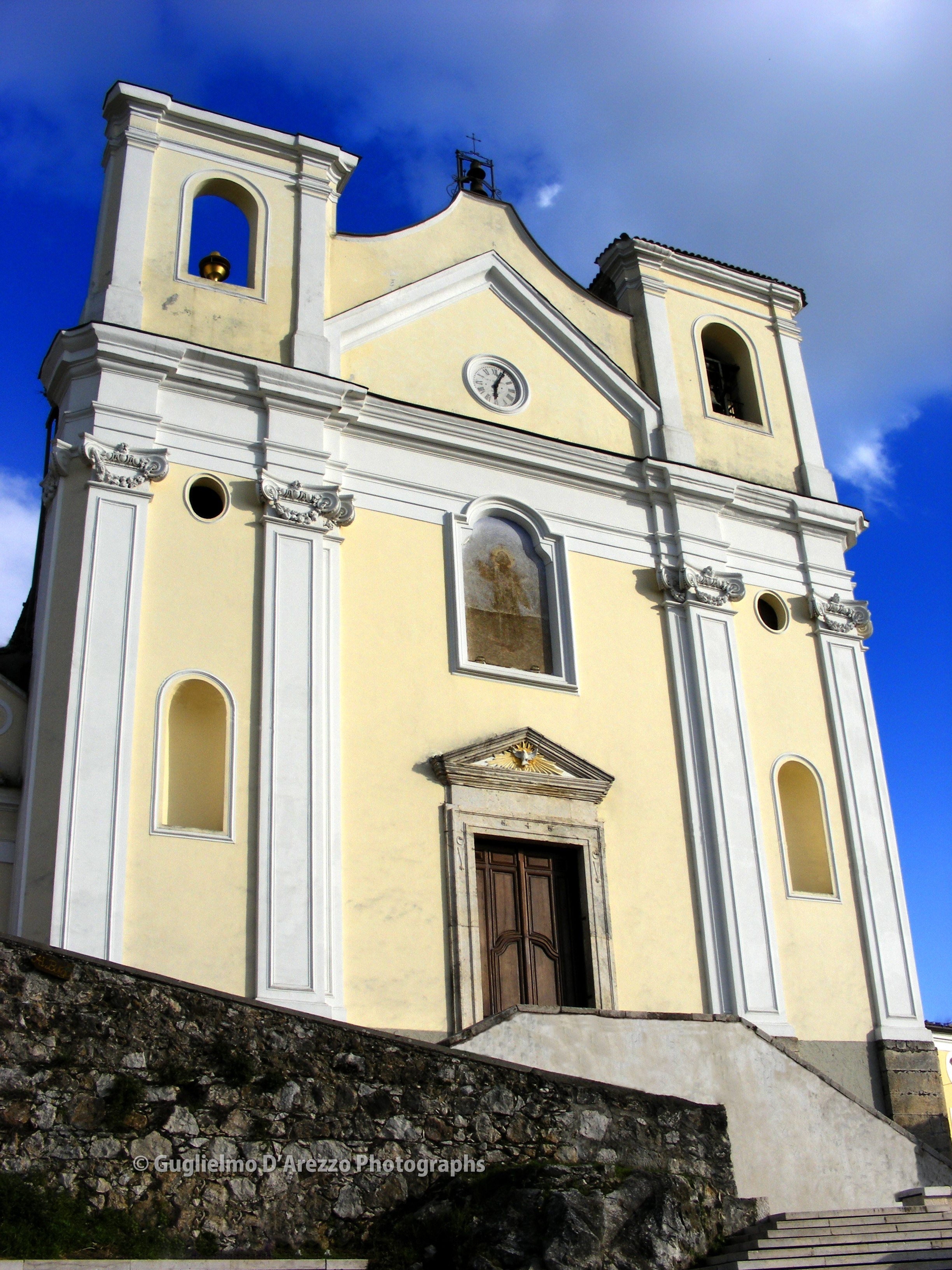
Chiesa di San Bartolomeo apostolo

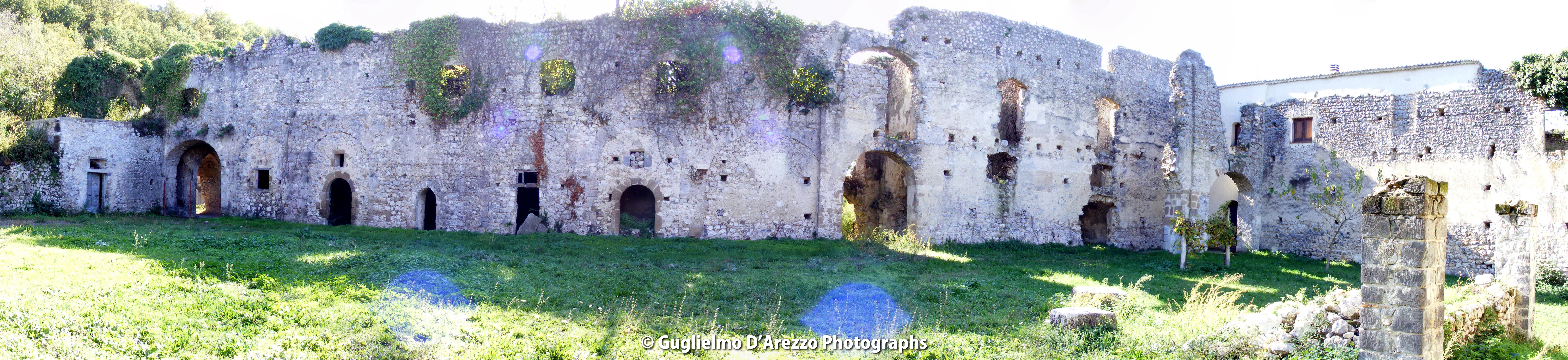
Abbazia della Ferrara

### Castello aragonese
Il castello aragonese di Vairano fu realizzato sui resti di quello normanno e svevo, tra il 1491 e il 1503 da Innico II d'Avalos. Presenta quattro torri di cui la più grande, posta a sud-est, è detta "Torre mastra" ed è dotata di un ingresso ad atrio scoperto. L'interno è distrutto, ma sono ancora visibili la suddivisione dei piani, le cucine, le carceri e la vecchia cisterna.

### Mura cittadine
La cinta fortificata del borgo medioevale era intervallata da 14 torri cilindriche su base a scarpata e si apriva con tre porte (porta Oliva, porta di Mezzo, o di Mezzogiorno, e porta Castello, o di Sant'Andrea).

### Altri luoghi di interesse
- Abbazia della Ferrara: costruita tra il 1171 e il 1179 dal monaco cistercense Giovanni de Ferraris, ospitò il re Federico II di Svevia e il futuro papa Celestino V. Conserva la cappella e un affresco del XIII secolo raffigurante i funerali di Malgerio Sorel, valletto di Federico II.
- Chiesa di San Bartolomeo Apostolo: edificata in origine nel 1310 e successivamente sostituita dall'attuale edificio tra il 1779 e il 1823. Nella nuova chiesa vennero portati tutti i beni custoditi nella precedente, tra cui lo stemma dei baroni d'Avalos[10] e le spoglie mortali di San Clemente, giunte a Vairano nel 1777.
- Chiesa della Madonna di Loreto: eretta nel Cinquecento da un chierico, Andrea Carpino,  rimasto colpito da un pellegrinaggio al santuario di Loreto, nella piazza di Santa Lucia, appena fuori dalle mura del borgo. In passato la chiesa aveva tre altari i cui affreschi sono andati perduti. Si conserva un'immagine della Vergine al di sopra dell'entrata principale.
- Convento di Sant'Agostino: fondato probabilmente tra il 1305 e il 1328 quando Bartolomeo de Capua fece incidere sulla porta il proprio stemma. Il convento di S. Agostino aveva una chiesa e un chiostro decorato con episodi della vita e dei miracoli del Santo. Nella chiesa c’erano diverse cappelle tra cui quella della Confraternita del Santo Rosario. Oggi si può ammirare un affresco che raffigura la Beata Vergine con il Bambino che dorme, databile al secolo XVIII. L’archivio del convento venne distrutto dai Francesi nel 1806. Nello stesso anno l’istituzione fu soppressa. Fu in questo convento che Teofilo da Vairano, maestro di Giordano Bruno, mosse i suoi primi passi.
- Chiesa di San Tommaso: di incerta data di costruzione, è situata nel borgo medievale. Precedentemente intitolata al Santissimo Sacramento, venne intitolata a san Tommaso nel 1777.
- Chiesa di San Giovanni: in via omonima, del 1700, ha un unico altare. All'interno è ancora possibile ammirare una serie di affreschi sulla vita di San Giovanni Battista. Fu interdetta al pubblico dopo aver subito numerosi danni a causa del terremoto del 1980.
- Chiesa di Sant'Orsola: costruita intorno al 1382 poco lontano da Piazza mercato, era a due navate, tre altari di legno intarsiato e dipinto e un trittico che ornava altare maggiore di cui non si conosce la fine. Ha subito danni durante la seconda guerra mondiale.Vi sorgeva accanto anche la chiesa di Santa Maria delle grazie.
- Ponte delle Frattelle: sul torrente Patanaro, in località Frattelle, è presente un ponte romano a schiena d’asino a tre archi che metteva in comunicazione i pagi della pianura Patenaria.
- Ex chiesa di Santa Maria a Fratta nel casale omonimo fuori le mura, oggi abitazione privata.
- La Fontana delle Quattro Cannelle: fontana a quattro getti continui alimentata dalla sorgente del Vallone, ricostruita nel 1924.

## Società

### Evoluzione demografica
Abitanti censiti

- Etnie e minoranze straniere

Secondo i dati ISTAT al 31 dicembre 2023 la popolazione straniera residente era di 319 persone. Le nazionalità maggiormente rappresentate sul totale della popolazione residente erano:
1. Romania 129
2. Albania 40
3. Ucraina 25
4. Senegal 19
5. Marocco 16

### Tradizioni e folclore
- Secondo la tradizione il borgo sarebbe frequentato dal fantasma del re Carlo II d'Angiò, detto lo zoppo, il quale fu più volte ospite del castello.
- San Bartolomeo apostolo, santo protettore di Vairano Patenora, sarebbe apparso, secondo una leggenda locale, a una banda di saraceni che si sarebbero apprestati a saccheggiare la città nel 1195, invitandoli a desistere dal loro proposito e sarebbe successivamente svanito. Giunti in città i saraceni avrebbero trovato tutti gli abitanti raccolti in preghiera nella chiesa e avrebbero riconosciuto nella statua del santo il vecchio che era loro apparso. Il capo saraceno avrebbe quindi donato al santo una preziosa collana d'oro e si sarebbe allontanato con i suoi senza fare alcun danno.[14]

## Geografia antropica

### Frazioni

#### Vairano Scalo
Vairano Scalo è stazione ferroviaria sulla Roma-Napoli, via Cassino. Nel centro del paese si trova l'edificio della Taverna della Catena, vincolato e recentemente restaurato e un monumento dedicato allo storico incontro tra Garibaldi e Vittorio Emanuele II che alcuni ritengono che qui sia avvenuto il 26 ottobre 1860.
Vi si trova la chiesa dei santi Cosma e Damiano, luogo di culto cattolico consacrato nell'anno 2000 da Francesco Tommasiello, allora vescovo della diocesi di Teano-Calvi. La chiesa è in stile moderno e fa parte del complesso parrocchiale, comprendente anche un alto campanile che ospita sette campane. All'interno, la chiesa è costituita da un'unica aula illuminata dal grande finestrone in facciata e terminante con l'area presbiterale, rialzata di alcuni gradini, ove trova luogo l'altare.
Sulla cantoria in controfacciata si trova l'organo a canne Mascioni opus 1189, costruito nel 2011 ed inaugurato il 17 dicembre dello stesso anno. A trasmissione mista, ha tre tastiere di 61 note ciascuna ed una pedaliera di 32 note.
Di grande fascino è anche la Chiesa Madre di Vairano Scalo intitolata alla Madonna del Carmine, recentemente ristrutturata, e voluta dal Duca di Caianello Pasquale Del Pezzo che la fece costruire, come conferma l'epigrafe in latino scolpita ai piedi dell'altare, nell'anno 1880 così da dare ai primi abitanti di Vairano Scalo un luogo di preghiera.
Va ricordata, infine, la Cappella di San Gennaro, situata sulla via Casilina, che è in avanzato stato di abbandono.

#### Marzanello
Il borgo di Marzanello fu creato nel Cinquecento come avamposto. È formato da poche case e dalla chiesa di San Nicola, da poco ristrutturata. Verso la metà del XVIII secolo la popolazione iniziò a spostarsi verso l'attuale agglomerato urbano. Nei pressi si trova la chiesa di Santa Maria del Monte, a due navate, con affreschi e un quadro raffigurante la Vergine, e il "Palazzone", villa romana del I secolo a.C., successivamente fortificata nel Medioevo. Non bisogna dimenticare la Fontana del Vallo, di discreto interesse storico.

## Economia
Il tessuto economico di Vairano Patenora è basato essenzialmente sul commercio, sull'agricoltura e sull'artigianato.
La frazione di Vairano Scalo è ricca di bar, esercizi commerciali e di servizi di ristorazione, grazie alla sua favorevole collocazione all'uscita dell'autostrada del Sole di Caianello, come tappa per i turisti che viaggiano verso le mete invernali (Roccaraso) o estive (Vasto, Termoli). L'altra frazione, Marzanello, rimane ancora, prevalentemente, legata al settore primario.

## Infrastrutture e trasporti
Il territorio comunale è attraversato dalla strada statale 6 Casilina (verso Roma o verso Capua), dalla quale si può inoltre raggiungere il casello di Caianello sull'autostrada A1 Milano-Napoli. Alla frazione di Vairano Scalo arriva la strada statale 85 Venafrana, da Venafro e Isernia e vi passa, con un'uscita dedicata, la superstrada telesina, tra Benevento e Caianello.
La stazione ferroviaria di Vairano-Caianello è servita dalla linea Roma-Napoli via Cassino e da una linea per Isernia-Carpinone, con successive diramazioni per Campobasso e per Sulmona-Pescara.

## Amministrazione
| Periodo | Periodo   | Primo cittadino     | Partito                                     | Carica  | Note |
| ------- | --------- | ------------------- | ------------------------------------------- | ------- | ---- |
| 1989    | 1993      | Giovanni Robbio     | Democrazia Cristiana                        | Sindaco |      |
| 1993    | 1994      | Massimo Visco       | Partito Socialista Italiano                 | Sindaco |      |
| 1994    | 1998      | Pasquale Picozzi    | Lista Civica, Polo del Buon Governo (FI-AN) | Sindaco |      |
| 1998    | 2002      | Giovanni Robbio     | CCD, CDU, DE                                | Sindaco |      |
| 2002    | 2007      | Massimo Visco       | L'Ulivo, (PDS-PRC-PPI-RI-SDI-CS)            | Sindaco |      |
| 2007    | 2012      | Giovanni Robbio     | Lista Civica, UdC, Casa delle Libertà)      | Sindaco |      |
| 2012    | 2017      | Bartolomeo Cantelmo | Lista Civica (PD-SEL-IdV-FdS)               | Sindaco |      |
| 2017    | 2022      | Bartolomeo Cantelmo | Lista Civica (PD-AP-MDP)                    | Sindaco |      |
| 2022    | in carica | Stanislao Supino    | Lista Civica (PD-AP-MDP)                    | Sindaco |      |

## Sport
Attualmente il principale club calcistico del paese è la Boys Vairano, vincente del campionato di Promozione 2023-24 ora militante nel campionato di Eccellenza molise
L’altra società è la Vairanese Calcio, militante nel campionato di Seconda Categoria e scuola calcio. 
La squadra di pallavolo è la società Folgore Vairano Volley che vanta oltre 40 anni di attività con trascorsi in serie C e B nazionali,  e quella di pallacanestro è rappresentata dai Vairos Basket.